# آشوب زن و شوهری
آشوب زن و شوهری (به کره‌ای: 최고의 이혼; انگلیسی: Matrimonial Chaos) یک مجموعهٔ تلویزیونی کره جنوبی سال ۲۰۱۸ با بازی چا ته-هیون، به دونا، لی ال و سون سوک-کو است. این مجموعه بازسازی مجموعه تلویزیونی ژاپنی سال ۲۰۱۳ با همین نام است. آشوب زن و شوهری از ۸ اکتبر تا ۲۷ نوامبر ۲۰۱۸، روزهای دوشنبه و سه‌شنبه ساعت ۲۲:۰۰ (کی‌اس‌تی) از کی‌بی‌اس۲ پخش شد.